# Blackburn Olympic Football Club
El Blackburn Olympic Football Club fou un club de futbol anglès de la ciutat de Blackburn, Lancashire.

## Història

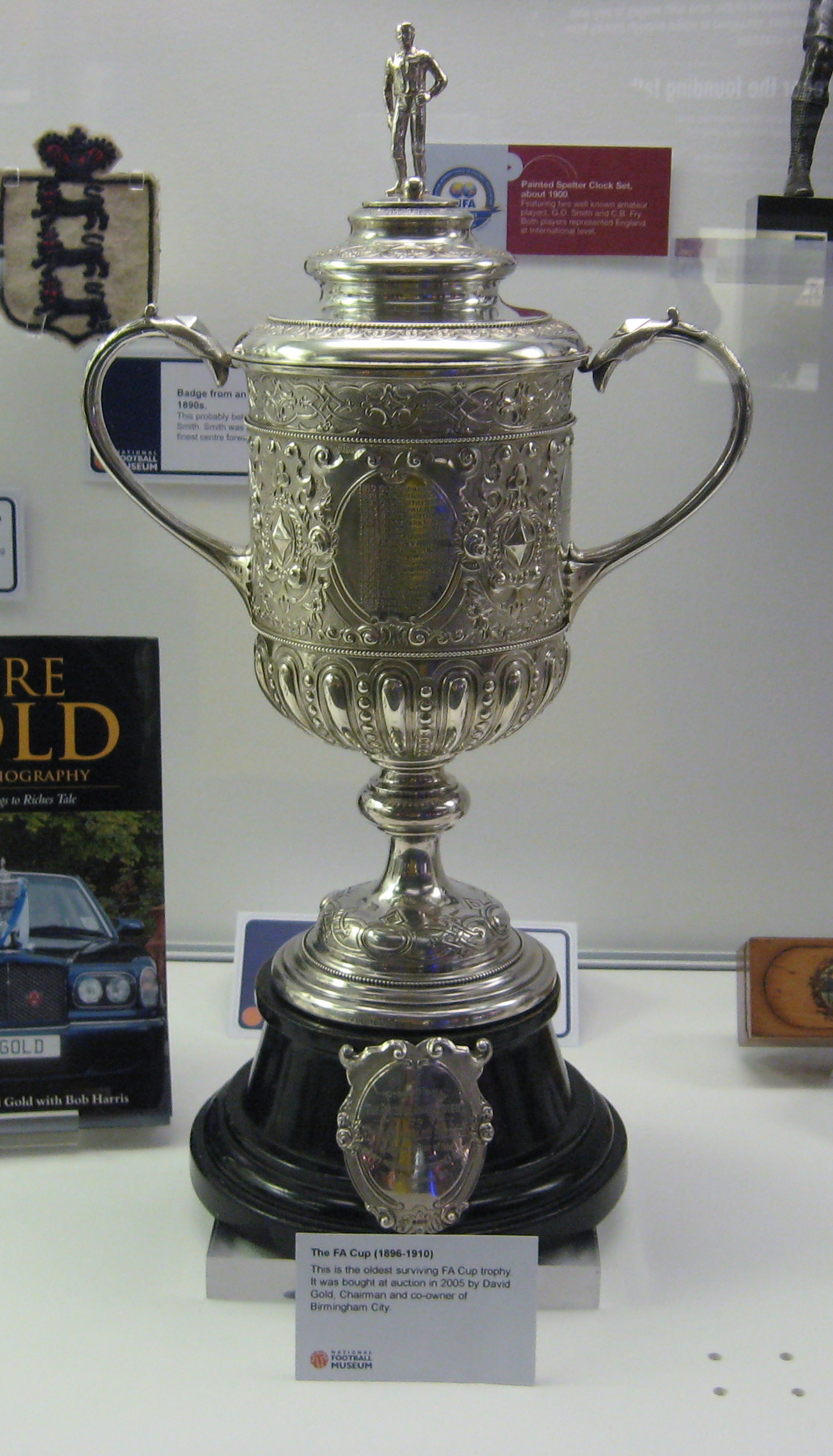
Segon trofeu de la FA Cup idèntic al guanyat per l'Olympic el 1883. L'original fou robat l'any 1895 i mai més recuperat.

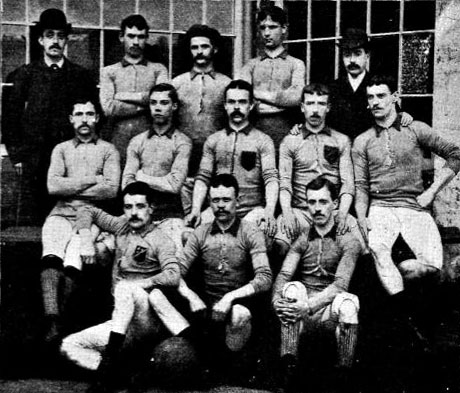
Equip del Blackburn Olympic vencedor de la FA Cup el 1883.

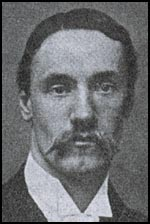
Jack Southworth jugà amb Anglaterra després de la seva estada a l'Olympic.

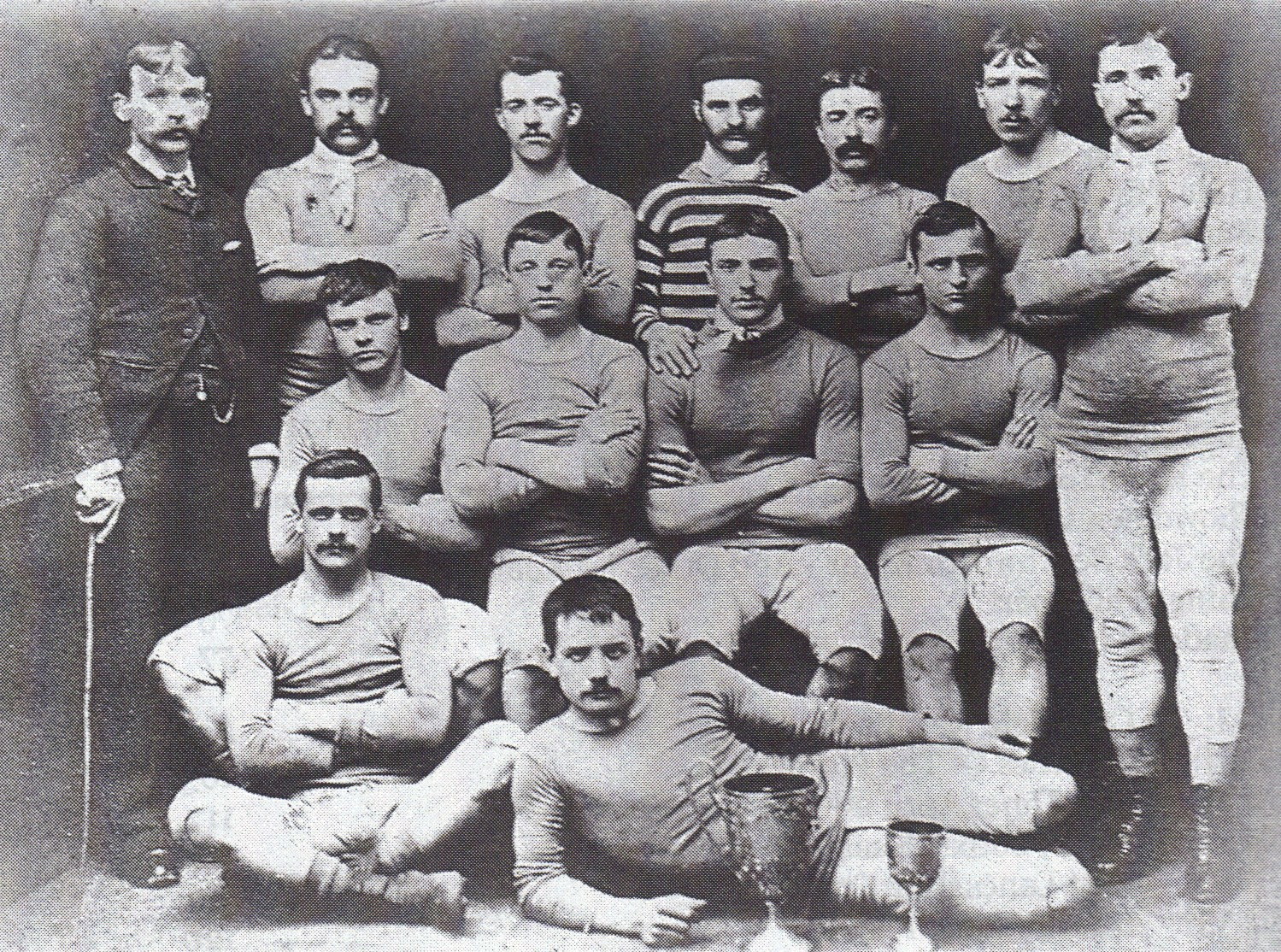
Jugadors del club l'any 1882 amb els dos primers títols del club.

El club destaca per haver estat el primer club del nord d'Anglaterra en guanyar la Football Association Challenge Cup (FA Cup). El club va ser fundat el mes de febrer de l'any 1878, quan dos clubs de la ciutat, Black Star i James Street, decidiren fusionar-se, disputant inicialment competicions locals. El 1880 jugà la Lancashire Senior Cup i FA Cup per primer cop. Tres anys més tard derrotà l'Old Etonians a la final de la competició.

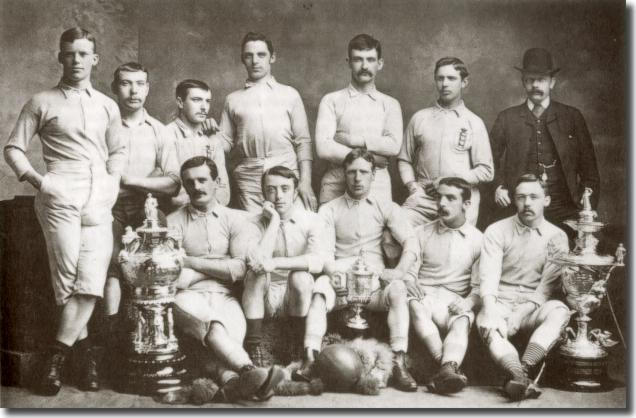
El rival ciutadà de l'Olympic: Blackburn Rovers.

La temporada següent, el rival ciutadà de l'Olympic: Blackburn Rovers es proclamà campió de la FA Cup, i ràpidament esdevingué el principal equip de la ciutat. El Blackburn Olympic mai més assolí cap èxit important. Amb l'arribada del professionalisme, el club no va poder mantenir-se viu, desapareixent el 1889.
Els seus colors eren samarreta blau cel, amb pantalons blancs. El seu únic jugador internacional fou James Ward, seleccionat amb Anglaterra.

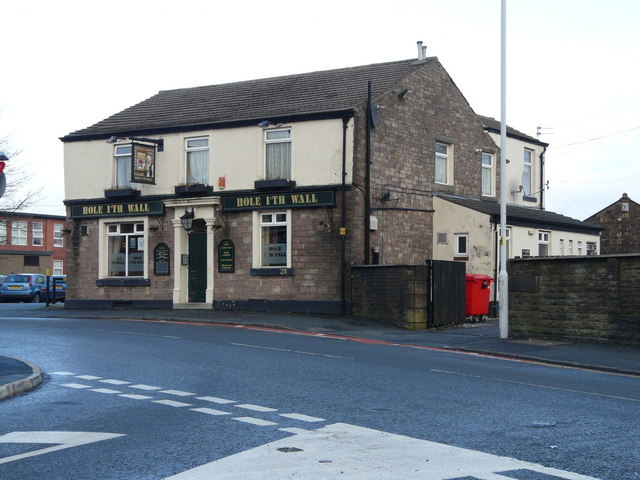
Vista moderna del pub Hole-i-th'-Wall, que donà nom a l'estadi del club.

## Jugadors destacats
L'equip que guanyà la FA Cup el 1883 estava format per 11 jugadors nascuts a Anglaterra, essent el primer cop que succeïa aquest fet en aquesta competició. L'equip fou:
| Posició        | Jugador(s)                                                                |
| -------------- | ------------------------------------------------------------------------- |
| Porter         | Thomas Hacking                                                            |
| Defenses       | James Ward, Albert Warburton                                              |
| Centrecampista | Tommy Gibson, Jack Hunter, William Astley                                 |
| Davanters      | Tommy Dewhurst, Arthur Matthews, George Wilson, Jimmy Costley, John Yates |

James Ward fou l'únic jugador que fou seleccionat amb Anglaterra. Tommy Dewhurst fou seleccionat inicialment per un partit internacional el 1884, però posteriorment desconvocat. Sis altres jugadores representaren Anglaterra amb anterioritat o posterioritat al seu pas pel club: Joe Beverley, Edgar Chadwick, Jack Hunter, Jack Southworth, William Townley i John Yates.

## Palmarès[12]
- FA Cup
  - 1883
- East Lancashire Charity Cup
  - 1882
- Blackburn Association Challenge Cup
  - 1879, 1880
- Livesey United Cup
  - 1878